# Atletas Paralímpicos Neutrales en los Juegos Paralímpicos de Pyeongchang 2018
El equipo de los Atletas Paralímpicos Neutrales, delegación formada por competidores de Rusia, estuvo representado en los Juegos Paralímpicos de Pyeongchang 2018 por un total de 30 deportistas, 17 mujeres y 13 hombres.

## Medallistas
El equipo paralímpico obtuvo las siguientes medallas:
| Nombre                 | Deporte        | Evento                                        |
| ---------------------- | -------------- | --------------------------------------------- |
| Oro                    |                |                                               |
| Yekaterina Rumyantseva | Biatlón        | 6 km de pie femenino                          |
| Yekaterina Rumyantseva | Biatlón        | 10 km de pie femenino                         |
| Mijalina Lysova        | Biatlón        | 6 km discapacidad visual femenino             |
| Mijalina Lysova        | Biatlón        | 12 km discapacidad visual femenino            |
| Anna Milenina          | Biatlón        | 12,5 km de pie femenino                       |
| Alekséi Bugáyev        | Esquí alpino   | Supercombinada de pie masculino               |
| Anna Milenina          | Esquí de fondo | 1,5 km velocidad de pie femenino              |
| Yekaterina Rumyantseva | Esquí de fondo | 15 km de pie femenino                         |
| Plata                  |                |                                               |
| Anna Milenina          | Biatlón        | 6 km de pie femenino                          |
| Anna Milenina          | Biatlón        | 10 km de pie femenino                         |
| Mijalina Lysova        | Biatlón        | 10 km discapacidad visual femenino            |
| Marta Zaynullina       | Biatlón        | 10 km sentado femenino                        |
| Yekaterina Rumyantseva | Biatlón        | 12,5 km de pie femenino                       |
| Alekséi Bugáyev        | Esquí alpino   | Eslalon gigante de pie masculino              |
| Mijalina Lysova        | Esquí de fondo | 1,5 km velocidad discapacidad visual femenino |
| Mijalina Lysova        | Esquí de fondo | 7,5 km discapacidad visual femenino           |
| Yekaterina Rumyantseva | Esquí de fondo | 7,5 km de pie femenino                        |
| Anna Milenina          | Esquí de fondo | 15 km de pie femenino                         |
| Bronce                 |                |                                               |
| Irina Guliáyeva        | Biatlón        | 10 km de pie femenino                         |
| Valeri Redkozubov      | Esquí alpino   | Eslalon discapacidad visual masculino         |
| Valeri Redkozubov      | Esquí alpino   | Supercombinada discapacidad visual masculino  |
| Marta Zaynullina       | Esquí de fondo | 1,1 km velocidad sentado femenino             |
| Marta Zaynullina       | Esquí de fondo | 5 km sentado femenino                         |
| Mijalina Lysova        | Esquí de fondo | 15 km discapacidad visual femenino            |

## Suspensión del Comité Paralímpico Ruso
El Comité Paralímpico Ruso fue suspendido del movimiento paralímpico el 7 de agosto de 2016, debido al escándalo del programa de dopaje patrocinado por el estado. El Comité Paralímpico Internacional (CPI) incluso anunció que había establecido unánimemente la prohibición de que todo el equipo paralímpico ruso compitiera en los Juegos Paralímpicos de Río de Janeiro 2016.
El CPI ha permitido que los atletas considerados «limpios» participen en estos juegos en cinco deportes (esquí alpino, esquí de fondo, biatlón, snowboard y curling en silla de ruedas). Competirán bajo la bandera paralímpica, y el himno paralímpico se utilizará durante las ceremonias para aquellos que ganan medallas.